# 興栄信用組合
興栄信用組合（こうえいしんようくみあい）は、新潟県新潟市西区に本店を置く信用組合。ATMでは、しんくみ お得ねっと提携信用組合のカードによる出金は自組合扱いとなる。

## 沿革
- 1956年9月 内野信用組合として設立。
- 1974年12月 興栄信用組合に改称。
- 2026年12月予定 新潟縣信用組合に合併。